# Game Rai Game Rak
Game Rai Game Rak (tailandés: เกมร้ายเกมรัก, inglés: Evil Game, Love Game), es una serie de televisión tailandesa transmitida del 28 de octubre del 2011 hasta el 11 de diciembre del 2011 por medio de la cadena Channel 3.

## Sinopsis
Saichon es un joven isleño y huérfano que vive en la isla Min. Un día, tras una gran tormenta el destino lo lleva a encontrarse con Fahlada, una joven de 18 años que está inconsciente en la playa. Cuando ella se despierta, se dan cuenta de que ha perdido la memoria, por lo que decide cuidarla y la llama Nang Fah ("Ángel"). Pronto Saichon y Nang comienzan a enamorarse y a vivir juntos, y aunque al inicio Saichon no se atreve a decirle que está enamorado de ella, finalmente lo hace y la pareja se casa.
Un día, Chompooprae, la hermana adoptiva de Fahlada la ve en una foto en un folleto turístico, por lo que decide enviar a gente para que la traigan de vuelta, ya que la necesita para tener éxito en el negocio de su familia adoptiva. El hombre contratado por Chompooprae para recuperar a su hermana termina relacionándose con Yasa y sus sicarios, y cuando la encuentran a la fuerza la obligan a regresar a pesar de que ella no quiere irse y lucha por quedarse con su esposo.
En el hospital Nang, no acepta ningún tratamiento, por lo que Chompooprae hace que reciba un tratamiento muy agresivo de terapia de choque para que recupere sus recuerdos como Fahlada. A pesar de que logra recuperar la memoria de su vida anterior, pierde todos los recuerdos que creó con Saichon y todo lo que pasaron juntos en la isla. Al inicio intentando proteger a su hermana Chompooprae le miente y no le cuenta nada sobre la vida que creó en la isla y sobre su esposo, tampoco le cuenta que sus padres murieron en el accidente en el que ella perdió la memoria.
Cuando Saichon despierta del ataque de Yassa y sus hombres, quienes querían matarlo, queda devastado al ver que Nang Fah ha desaparecido, cuando se recupera decide viajar a Bangkok para encontrar a su esposa pero no tiene éxito, por lo que decide aceptar la ayuda de Michael Makovich, un millonario americano al que le salvó la vida luego de ser atacado por traficantes en el mar, y quien le ofrece salir de la isla, poco después Michael lo adopta como su hijo y Saichon ahora con el nombre de "Charles", viaja a los Estados Unidos. 
Tres años después Saichon regresa de los Estados Unidos para hacerse cargo de la compañía aérea que posee su padre en Tailandia, y cuando conoce a su nueva socia de negocios, esta resulta ser Choompooprae, ella se enamora a primera vista de él a pesar de estar comprometida con el doctor P'Mor, sin embargo Saichon no está interesado, ya que sigue amando a Nang Fah.
Cuando Chompooprae le presenta a su hermana, Fahlada, Saichon se sorprende y queda encantado al poder reencontrarse con su esposa, pero también está herido y enojado al darse cuenta de que Fahlada no lo recuerda en lo absoluto, sin embargo decide buscar la forma de hacer que Fahlada lo recuerde.
Al darse cuenta de que Saichon únicamente está enamorado de Fahlada, Chompooprae una celosa intenta separarlos y contrata a Yassa para que se haga pasar por el esposo de su hermana y le miente contándole una historia diferente a lo que en realidad ella vivió en la isla Min.
Yassa también le miente a Saichon y le hace creer que Fahlada ha recuperado la memoria y ha querido olvidarlo a propósito, por lo que decide vengarse de ella y de Chompooprae por ser la persona que destruyó a su familia.

## Reparto

### Personajes principales
| Actor                      | Personaje                             | Ocupación                                  | N.º de episodios | Duración |
| -------------------------- | ------------------------------------- | ------------------------------------------ | ---------------- | -------- |
| Nadech Kugimiya            | Saichon / Charles Makovich            | CEO de "Seven Seas Airline"                | 21               | 2011     |
| Urassaya Sperbund          | Fahlada "Fah" Pimookmontra / Nang Fah | Fotógrafa de "Film Flash Production House" | 21               | 2011     |
| Natwara Wongwasana         | Chompooprae "Prae" Pimookmontra       | Hermana Adoptiva de Fahlada / Empresaria   | 16               | 2011     |
| Tanawat "Pope" Wattanaputi | Wattana "P'Mor" Sinthudej             | Doctor Neurocirujano                       | 16               | 2011     |

### Personajes secundarios
| Actor                                  | Personaje        | Ocupación                              | N.º de episodios | Duración |
| -------------------------------------- | ---------------- | -------------------------------------- | ---------------- | -------- |
| Kluay Chernyim                         | Sala             | Líder de los Isleños / Padre de Taeloy | 13               | 2011     |
| Paweena "Jeab" Charivsakul             | Saengdao         | Esposa de Sala / Madre de Taeloy       | 13               | 2011     |
| Theerachart "Aood" Theerawittayangkool | P' Nara          | Esposo de P'Areefa                     | 13               | 2011     |
| Sriphan Chunechomboon                  | P'Areefa         | Madre de Suay y Noo Daeng              | 13               | 2011     |
| Chalermpol "Jack" Tikampornwong        | Taeloy "Loy"     | Amigo de Saichon                       | 13               | 2011     |
| Savitree "Beau" Suttichanond           | Mamee            | Sobrina de Peeka / Amiga de Fah        | 13               | 2011     |
| Kajanathaneeya "Kitty" Srirojwattana   | Suay             | Hija de P'Areefa / Amiga de Fah        | 13               | 2011     |
| Wiyada Umarin                          | Peeka            | Curandera                              | 13               | 2011     |
| Panyapol "AA" Dejsong                  | Yasa             | Traficante                             | 10               | 2011     |
| -                                      | Meuk             | Traficante / Amigo de Yasa             | 8                | 2011     |
| -                                      | Chalam           | Traficante / Amigo de Yasa             | 8                | 2011     |
| Duangjai Hathaikarn                    | Tía Niam         | Empleada de la Fam. Pimookmontra       | 8                | 2011     |
| Pisanu "Boy" Nimsakul                  | Sahat            | Asistente y Amigo de Charles           | 7                | 2011     |
| Panita "Ning" Pattanahirun             | Khun Ying        | Empresaria                             | 6                | 2011     |
| -                                      | Waen             | Empleada de la Fam. Pimookmontra       | 6                | 2011     |
| Methus "Jack" Treewattanawareesin      | James            | Amigo de Fah                           | 6                | 2011     |
| Surint "Woot" Karawoot                 | Thongthai "Thai" | Amigo de Fah                           | 5                | 2011     |
| Baromwut "Mik" Hiranyatsathiti         | Veeradech "Vee"  | Dueño de "Film Flash Production House" | 5                | 2011     |
| Chotika "Noey" Wongwilas               | Plernta "Ta"     | Pasante de Sahat                       | 5                | 2011     |
| Yokakul Wanvipa                        | Phitsamai        | Madre de Plernta                       | 4                | 2011     |
| Peter Tuinstra                         | Michael Makovich | Padre Adoptivo de Saichon              | 2                | 2011     |
| Phongsupan Narumon                     | Latda            | -                                      | -                | 2011     |

### Otros personajes
| Actor                          | Personaje          | Ocupación                                             | N.º de episodios | Duración |
| ------------------------------ | ------------------ | ----------------------------------------------------- | ---------------- | -------- |
| -                              | Ju                 | Empleada de "Film Flash Production House"             | 5                | 2011     |
| -                              | Pae                | Empleado de "Film Flash Production House"             | 5                | 2011     |
| -                              | Noo Daeng          | Hija de P'Areefa                                      | 4                | 2011     |
| -                              | Pamon Pimookmontra | Padre de Fahlada / Dueño de "Fly Fast Airline"        | 2                | 2011     |
| -                              | Mrs. Pimookmontra  | Madre de Fahlada                                      | 2                | 2011     |
| Thanatchapan Booranachewaailai | Pookko             | -                                                     | 2                | 2017     |
| -                              | Somkid             | Abogado                                               | 2                | 2011     |
| -                              | Thiwa              | Investigador Marino / Maestro                         | 1                | 2011     |
| -                              | -                  | Inspector de la Policía                               | 1                | 2011     |
| -                              | Aek                | Fotógrafo / Empleado de "Film Flash Production House" | 1                | 2011     |
| -                              | P'Amorn            | -                                                     | 1                | 2011     |
| -                              | Jate               | -                                                     | 1                | 2011     |
| -                              | Paul               | Doctor                                                | 1                | 2011     |

## Episodios
La serie estuvo conformada por 21 episodios, los cuales fueron emitidos cada viernes, sábados y domíngos a las 20:30 a través de Channel 3.

## Premios y nominaciones
| Año  | Categoría                    | Premio                         | Nominado (a)                        | Resultado |
| ---- | ---------------------------- | ------------------------------ | ----------------------------------- | --------- |
| 2012 | Popular Leading Actor        | Kom Chad Luek Award            | Nadech Kugimiya                     | Ganó      |
| 2012 | Popular Leading Actor        | Top Award                      | Nadech Kugimiya                     | Ganó      |
| 2012 | Superstar Male of the Year   | Kazz Award                     | Nadech Kugimiya                     | Ganó      |
| 2012 | Superstar Female of the Year | Kazz Award                     | Urassaya Sperbund                   | Ganó      |
| 2012 | Best Leading Actor           | Nataraj Award                  | Nadech Kugimiya                     | Ganó      |
| 2012 | Most Popular Leading Actress | Sudsapda Young and Smart Award | Urassaya Sperbund                   | Nominada  |
| 2012 | Most Popular Leading Actor   | Sudsapda Young and Smart Award | Nadech Kugimiya                     | Nominado  |
| 2012 | Best Actor                   | Siam Dara Star Award           | Nadech Kugimiya                     | Ganó      |
| 2012 | Popular Leading Actor        | Siam Dara Star Award           | Nadech Kugimiya                     | Ganó      |
| 2012 | Popular Vote Man             | Siam Dara Star Award           | Nadech Kugimiya                     | Nominado  |
| 2012 | Best Actress                 | Siam Dara Star Award           | Urassaya Sperbund                   | Nominada  |
| 2012 | Popular Vote Woman           | Siam Dara Star Award           | Urassaya Sperbund                   | Nominada  |
| 2012 | Siam Dara Heartthrob         | Siam Dara Star Award           | Urassaya Sperbund                   | Ganó      |
| 2012 | Best Villain                 | Siam Dara Star Award           | Natwara Wongwasana                  | Nominado  |
| 2012 | Director Wonderful TV Series | Siam Dara Star Award           | Ampaiporn Jitmaingong               | Nominada  |
| 2012 | Popular Drama                | Siam Dara Star Award           | Game Rai Game Rak                   | Nominado  |
| 2012 | Most Popular Leading Actor   | 24th Mekala Television Award   | Nadech Kugimiya                     | Ganó      |
| 2012 | Most Popular Leading Actress | 24th Mekala Television Award   | Urassaya Sperbund                   | Ganó      |
| 2012 | Best Actor                   | 24th Mekala Television Award   | Nadech Kugimiya                     | Ganó      |
| 2012 | Best Actress                 | 24th Mekala Television Award   | Urassaya Sperbund                   | Nominada  |
| 2012 | Couples Chemistry            | Mthai Top Talk Award           | Nadech Kugimiya y Urassaya Sperbund | Ganaron   |
| 2012 | Female Rising Star           | Mthai Top Talk Award           | Natwara Wongwasana                  | Ganó      |
| 2012 | Best Leading Actor           | Gold Television Award          | Nadech Kugimiya                     | Nominado  |
| 2012 | Best Leading Actress         | Gold Television Award          | Urassaya Sperbund                   | Nominada  |
| 2012 | Best Couple                  | Bang Award                     | Nadech Kugimiya y Urassaya Sperbund | Nominados |
| 2012 | Best Couple                  | 1st Kerd Award                 | Nadech Kugimiya y Urassaya Sperbund | Ganaron   |
| 2012 | Most Burning Star            | 1st Kerd Award                 | Nadech Kugimiya                     | Ganó      |
| 2012 | Kerd Come Scorching          | 1st Kerd Award                 | Urassaya Sperbund                   | Nominada  |
| 2012 | Hot Girl of the Year         | Bang Award                     | Urassaya Sperbund                   | Ganó      |
| 2012 | Most Popular Leading Actress | 9th Kom Chad Luek Award        | Urassaya Sperbund                   | Ganó      |
| 2012 | Most Popular Leading Actor   | 9th Kom Chad Luek Award        | Nadech Kugimiya                     | Ganó      |
| 2012 | Popular Drama                | 9th Kom Chad Luek Award        | Game Rai Game Rak                   | Nominado  |
| 2011 | Couple of the Year           | Seesan Entertain Award         | Nadech Kugimiya y Urassaya Sperbund | Gananaron |
| 2011 | Best Leading Actor           | Seesan Entertain Award         | Nadech Kugimiya                     | Ganó      |
| 2011 | Popular Leading Actor        | Seesan Entertain Award         | Nadech Kugimiya                     | Ganó      |
| 2011 | Female Rising Star           | Seesan Entertain Award         | Natwara Wongwasana                  | Ganó      |
| 2011 | Most Popular Actor           | TV3 Fanclub Award              | Nadech Kugimiya                     | Ganó      |
| 2011 | Most Popular Actress         | TV3 Fanclub Award              | Urassaya Sperbund                   | Ganó      |
| 2011 | Best On-Screen Couple        | Oops Magazine Award            | Nadech Kugimiya y Urassaya Sperbund | Ganaron   |
| 2011 | Cyber Fairy                  | Big Fan Can Vote Season 2      | Urassaya Sperbund                   | Ganó      |
| 2011 | Best Couple                  | Big Fan Can Vote Season 2      | Nadech Kugimiya y Urassaya Sperbund | Ganaron   |
| 2011 | Male Rising Star             | Big Fan Can Vote Season 2      | Tanawat Wattanaputi                 | Ganó      |
| 2011 | Best Actress                 | Entertain 5 Page 1             | Urassaya Sperbund                   | Nominada  |
| 2011 | Best Editor                  | Star's Light                   | Game Rai Game Rak                   | Nominado  |
| 2011 | Best Cinematography          | Star's Light                   | Game Rai Game Rak                   | Nominado  |
| 2011 | Great Music Theatre          | Star's Light                   | Pramote Pathan                      | Nominado  |

## Producción
También es conocida como "Game Rai Game Ruk" y "Evil Game Loses to Love Game".
La serie fue dirigida por Ampaiporn Jitmaingong y producida por Da Hathairath Ummatawanith.
La serie contó con el apoyo de la compañía "Lakorn Thai" y fue distribuida por Chanel 3 (Thai TV 3).

### Música
La música de inicio fue "Glap Ma Pen Muan Deum Dai Mai" (Can We Be The Same?) de Crescendo, "Talay See Dam" (The Dark Sea) de Lula ft. Tar Paradox, mientras que la canción de cierre fue Tee Rak (Sweetheart) de Pramote Pathan.